# Garampáld
Garampáld (szlovákul Pavlová) község  Szlovákiában, a Nyitrai kerület Érsekújvári járásában.

## Fekvése
Párkánytól 15 km re északra, a Szikince patak partján fekszik, egykor Kisgyarmathoz tartozott.

## Nevének eredete
Neve puszta személynévből (Pál) keletkezett magyar névadással, a végén „d” helynévképzővel. A szlovák név a magyarból való, tudatos szlovákosítás eredménye.

## Élővilága

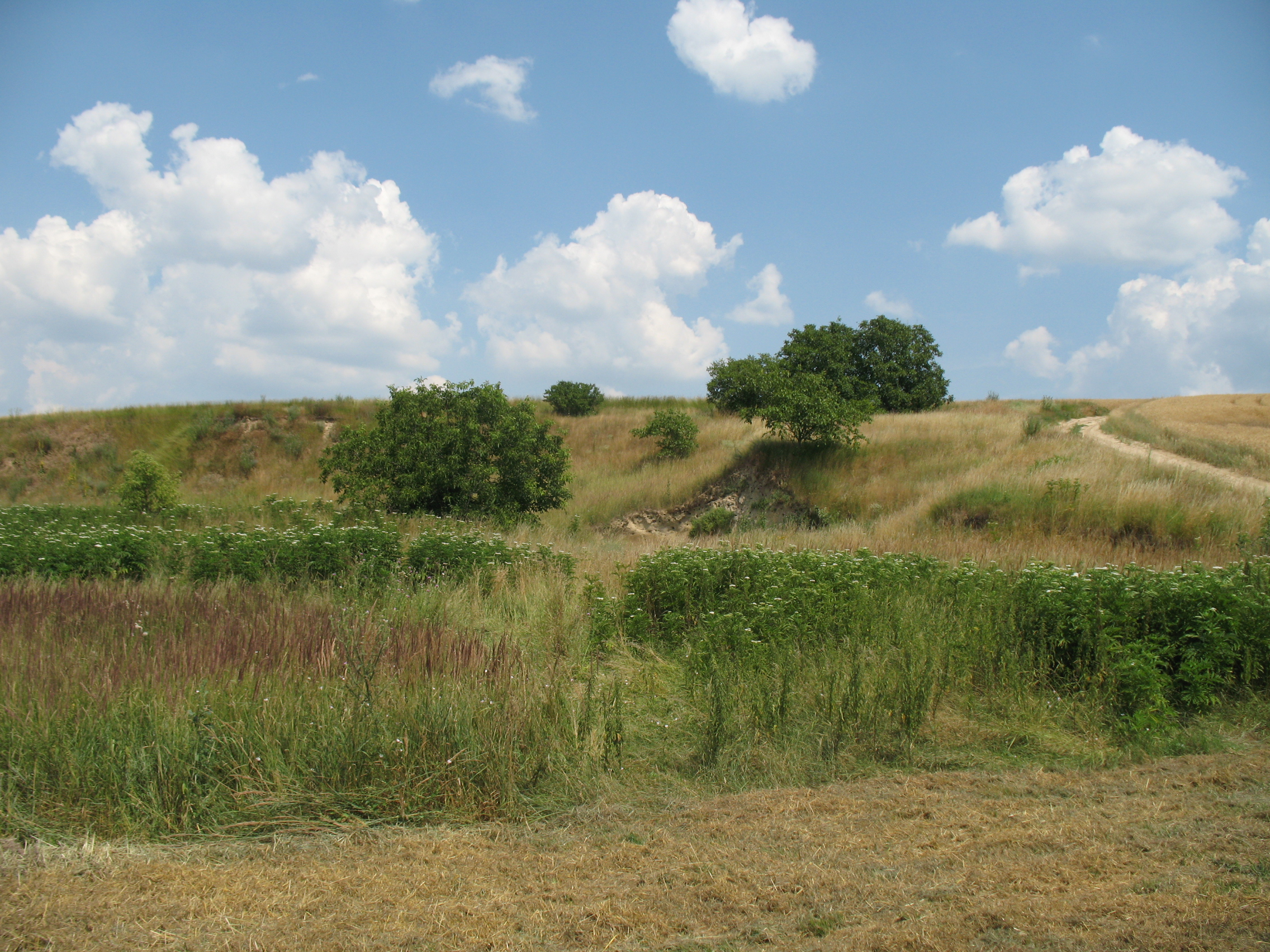
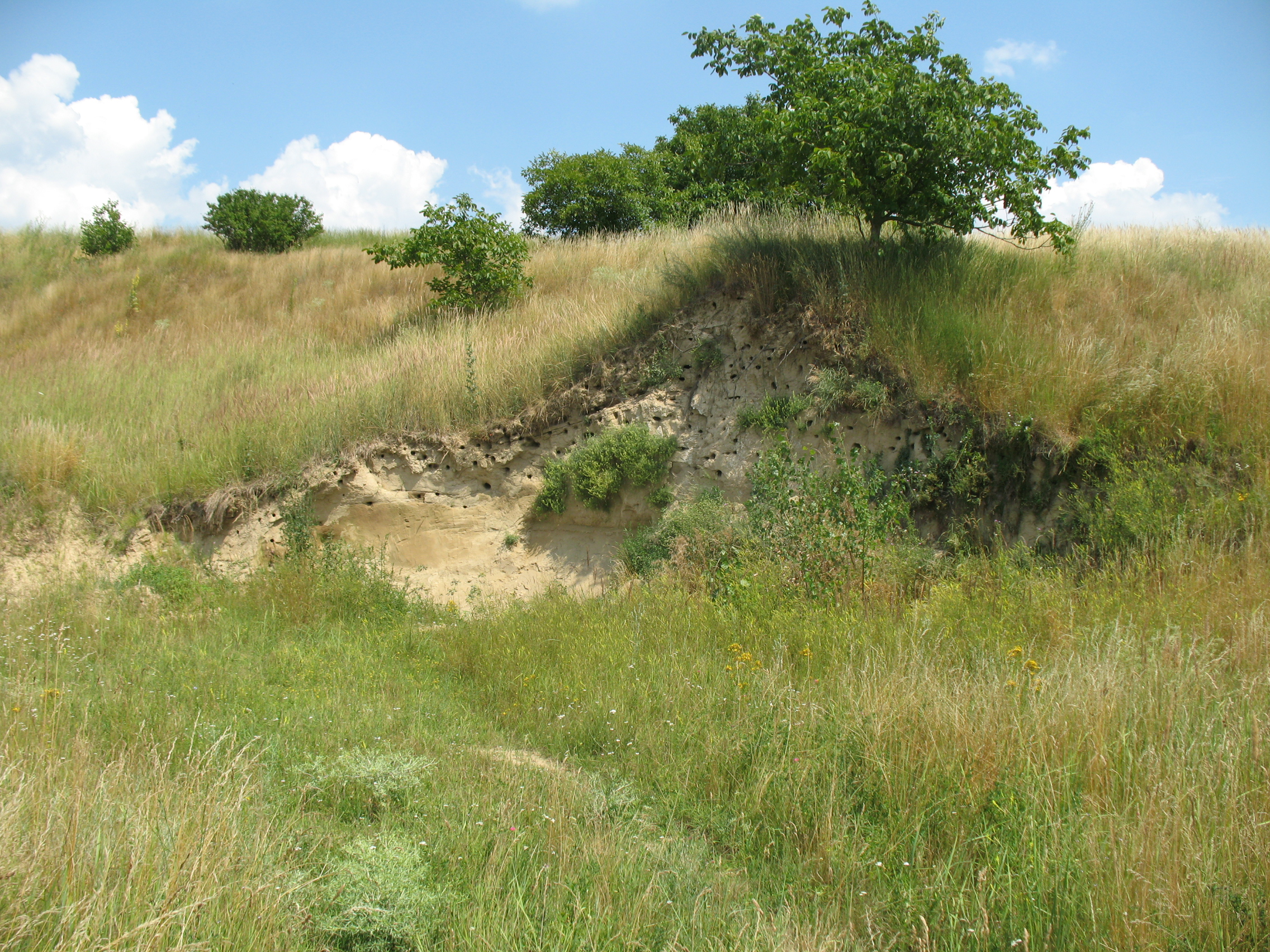
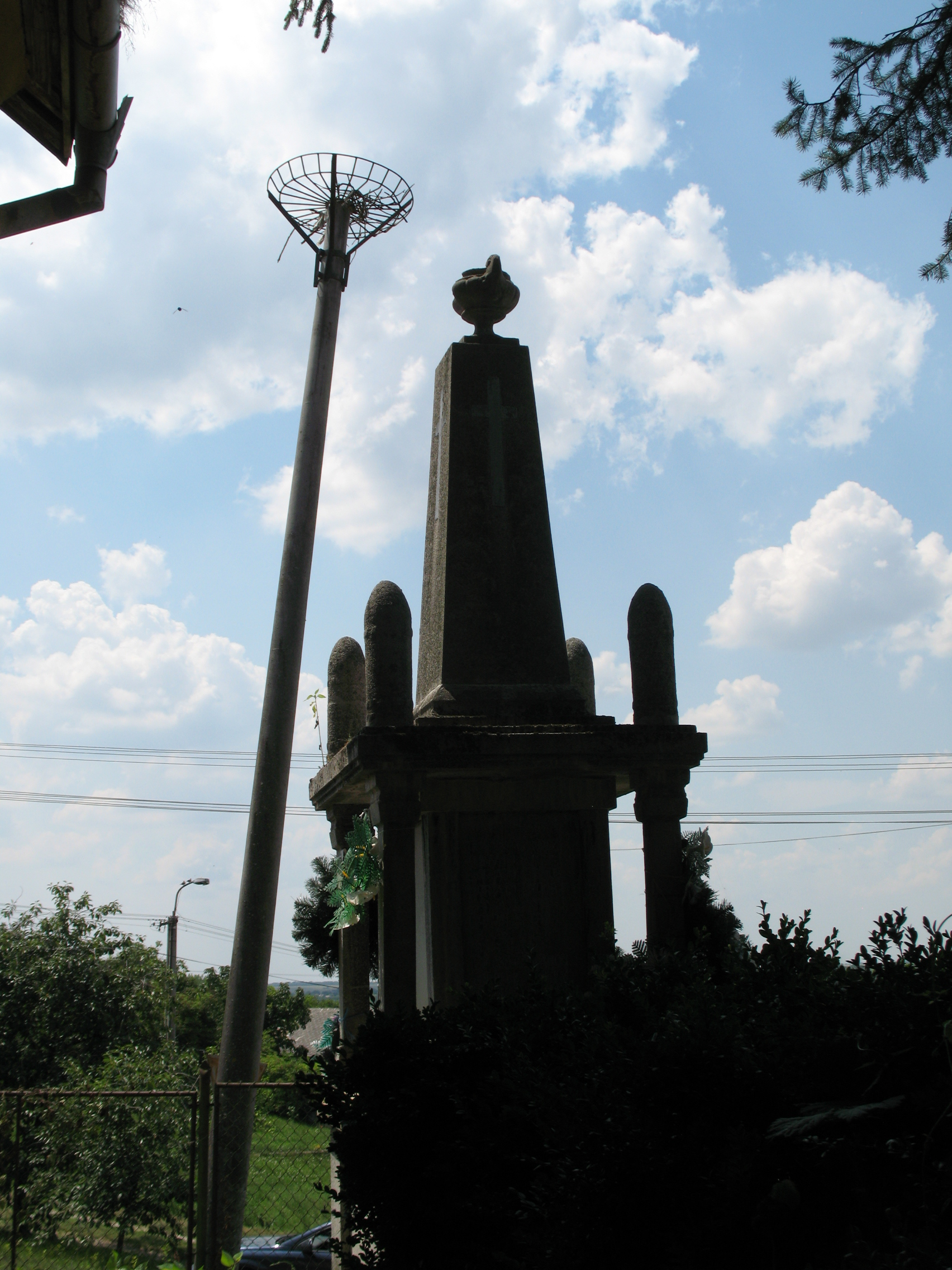
2013
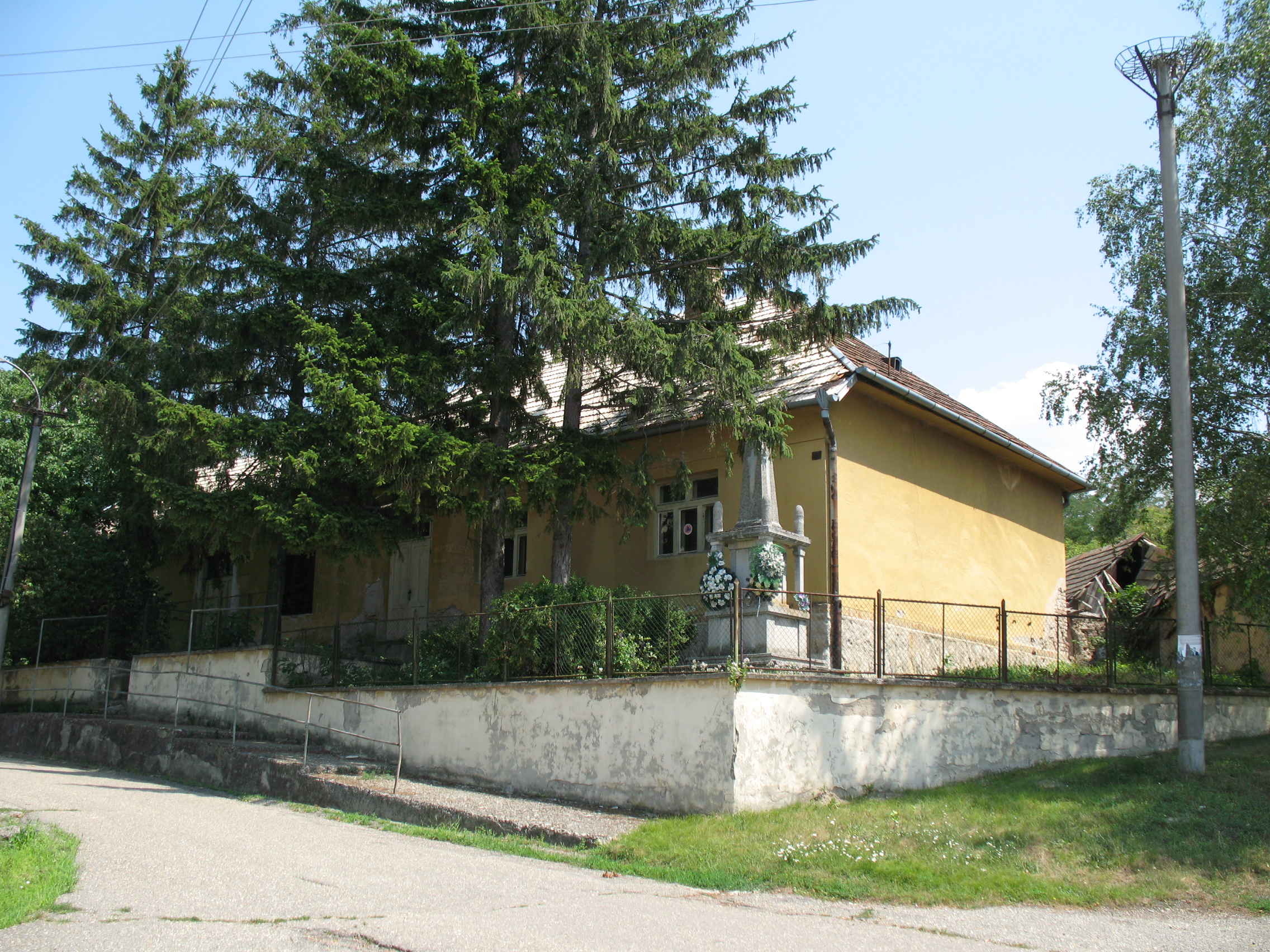
Alátét 2012-ben
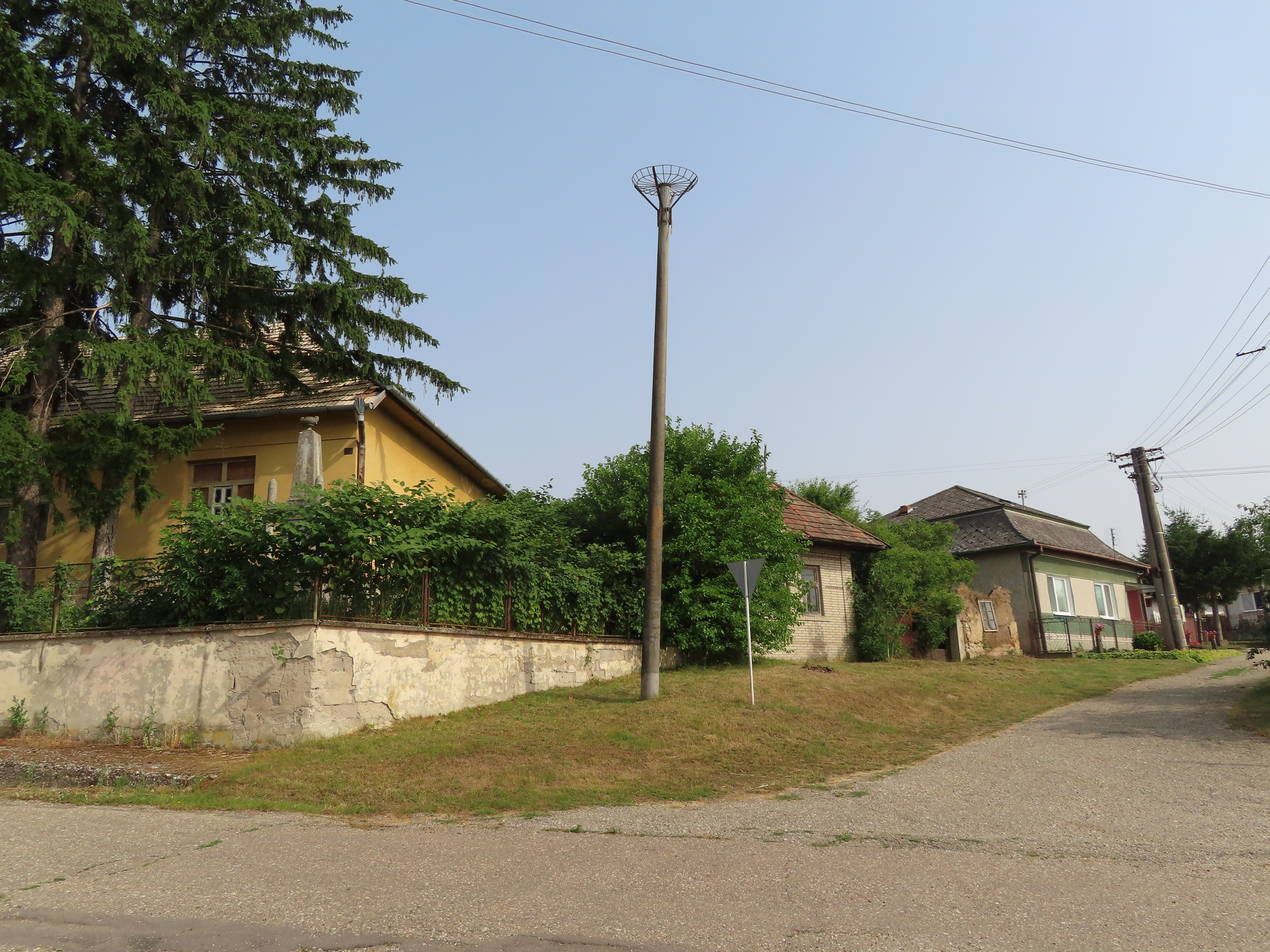
2021

A faluban elektromos vezetéken volt gólyafészek a templom közelében, amelyet néhány éve áthelyeztek. Azóta a fészekalátétben költésről nincsenek adatok.

## Története
A régészeti leletek tanúsága szerint területén a kőkorszak óta éltek emberek. A falu honfoglalás kori temetőjét is feltárták.
Írott forrásban 1135-ben említik először, mint a Hontpázmány nemzetség birtokát. Ekkori birtokosa Lampert comes a Szent Lőrinc egyház mellett 3 ekényi földet adományoz a bozóki apátságnak. Templomát 1332-ben a pápai tizedjegyzékben említik. Hosszú ideig a bozóki prépostság birtoka, majd a 18. században a nagyszombati klarisszáké.
Vályi András szerint "PÁLD. Magyar falu Hont Vármegyében, földes Ura a’ Religyiói Kintstár, az előtt a’ Nagyszombati Szent Klára Szűzeinek birtokok vala, lakosai katolikusok, fekszik Vödrödhöz közel, mellynek filiája, határjában vagyon jó szőlő hegye, legelője elég, fája tüzre van, de épűletre nints, második osztálybéli." 
Fényes Elek szerint "Páld, magyar falu, Honth vgyében, Esztergom, most Komárom vmegye szélén, 309 kath. lak. Kövér rétek. Jó dohány termesztés. F. u. a primás. Ut. p. Kéménd."
A trianoni békeszerződésig Hont vármegye Vámosmikolai járásához tartozott. 1938 és 1944 között ismét magyar fennhatóság alá került.
A második világháborúban 14 németet végeztek ki a faluban az oroszok, maradványaikat azóta újratemették Németországban. A Beneš-dekrétumok következtében 1946. december 13-án tizenkét magyar családot, összesen 67 személyt csehországi kényszermunkára, Lounyi járás területére deportáltak. Az elhurcolt családok egy-másfél év múlva térhettek haza.

## Népessége
| Év:            | 1994. | 2004.    | 2014.    | 2024.    |
| -------------- | ----- | -------- | -------- | -------- |
| Emberek száma: | 323   | 274      | 236      | 205      |
| Eltérés:       |       | -15,17 % | -13,86 % | -13,13 % |

| Év:            | 2023. | 2024.  |
| -------------- | ----- | ------ |
| Emberek száma: | 200   | 205    |
| Eltérés:       |       | +2,5 % |

1880-ban 434 lakosából 416 magyar és 1 szlovák anyanyelvű volt.
1890-ben 510 lakosából 507 magyar és 1 szlovák anyanyelvű volt.
1900-ban 543 lakosából 540 magyar anyanyelvű volt.
1910-ben 521 lakosa mind magyar anyanyelvű volt.
1921-ben 520 lakosából 518 magyar és 2 csehszlovák volt.
1930-ban 544 lakosából 539 magyar és 5 zsidó volt. Ebből 539 római katolikus és 5 izraelita vallású volt.
1941-ben 528 lakosa mind magyar volt.
1970-ben 490 lakosából 486 magyar és 3 szlovák volt.
1991-ben 343 lakosából 331 magyar és 12 szlovák volt.
2001-ben 288 lakosából 273 magyar és 14 szlovák volt.
2011-ben 250 lakosából 227 magyar, 14 szlovák, 1 cseh és 8 ismeretlen nemzetiségű.
2021-ben 213 lakosából 188 (+3) magyar, 17 (+5) szlovák, (+1) cigány, 2 egyéb és 6 ismeretlen nemzetiségű volt.

## Nevezetességei

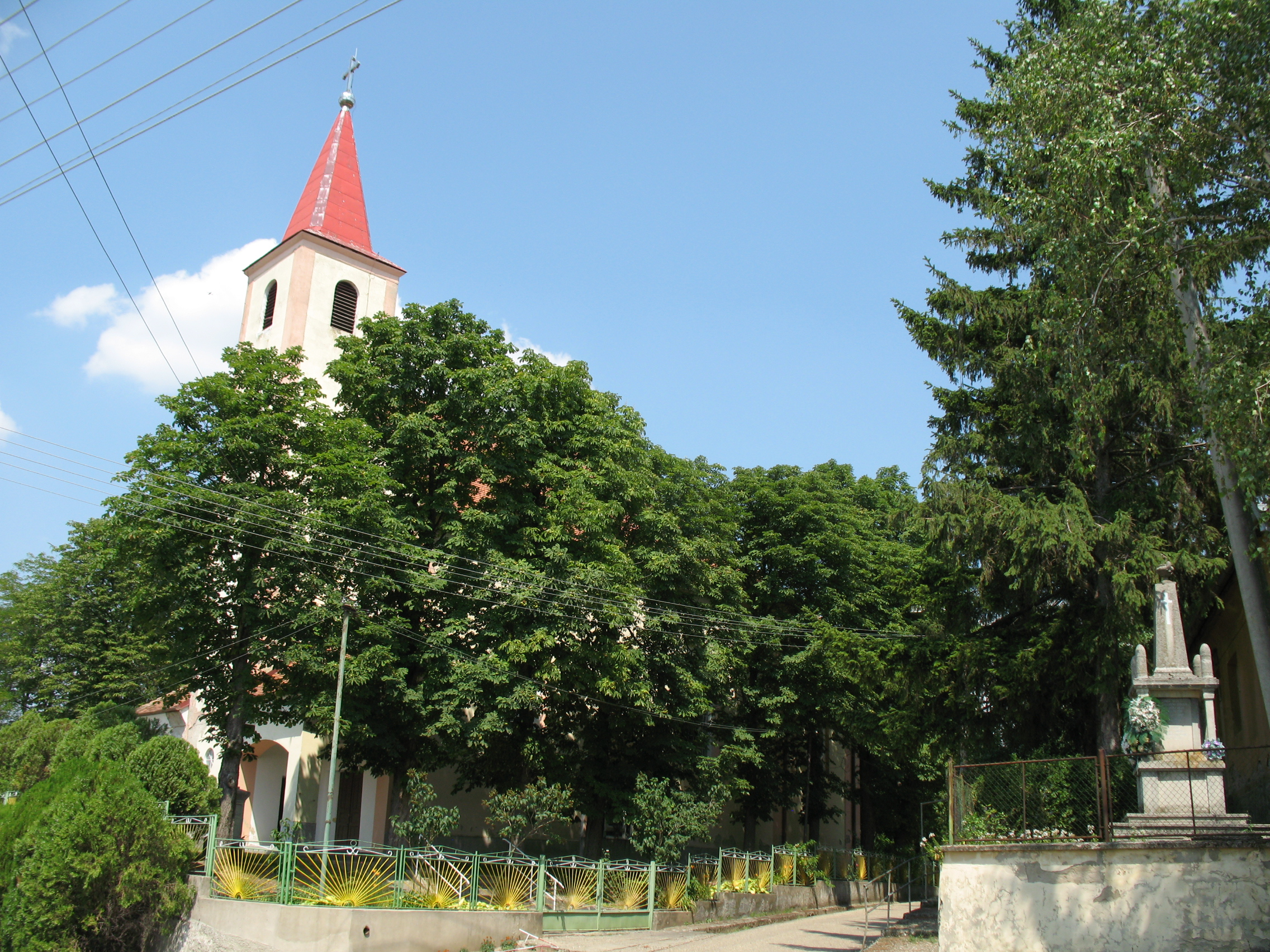
A falu temploma
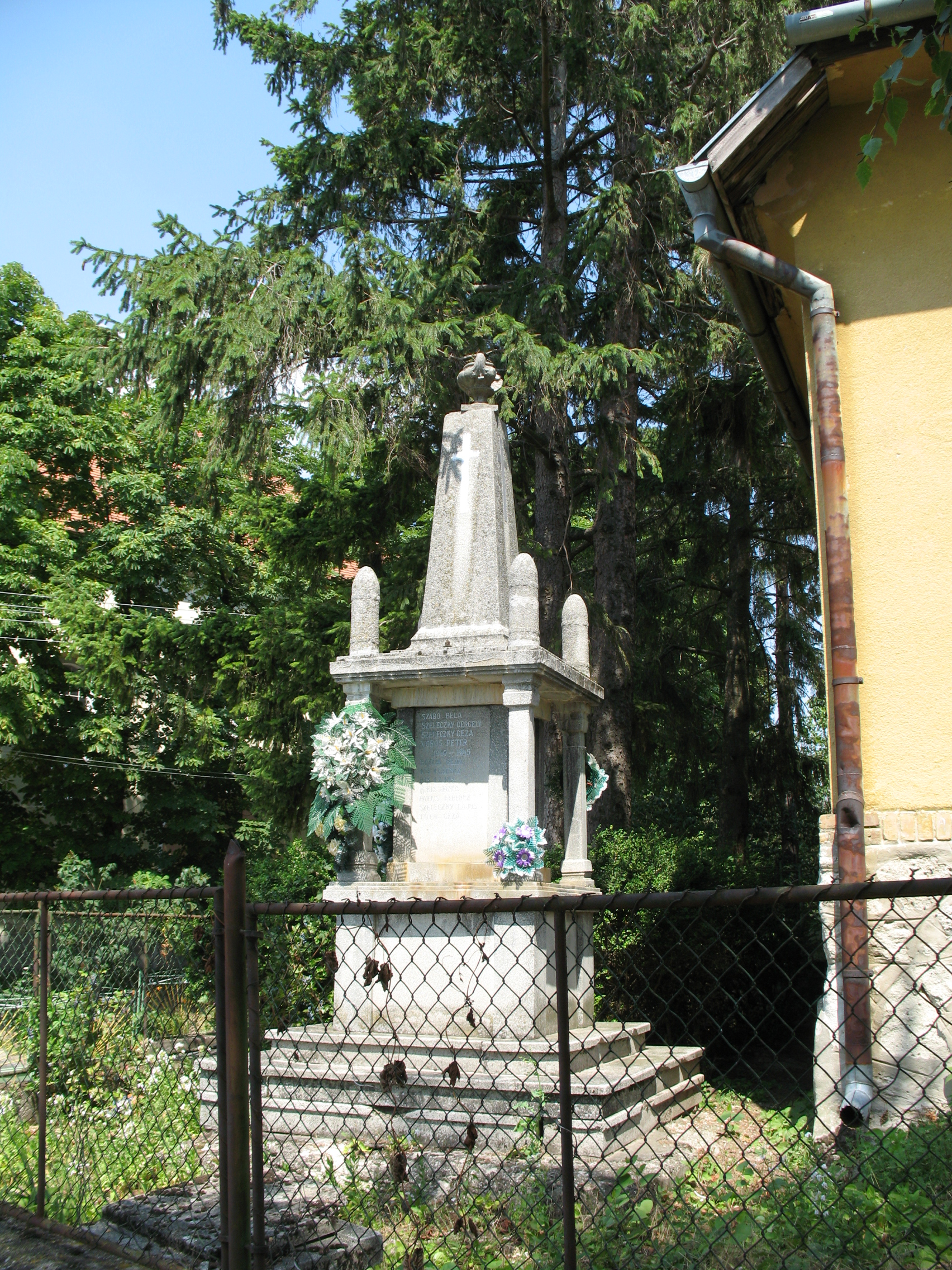
Háborús emlékmű
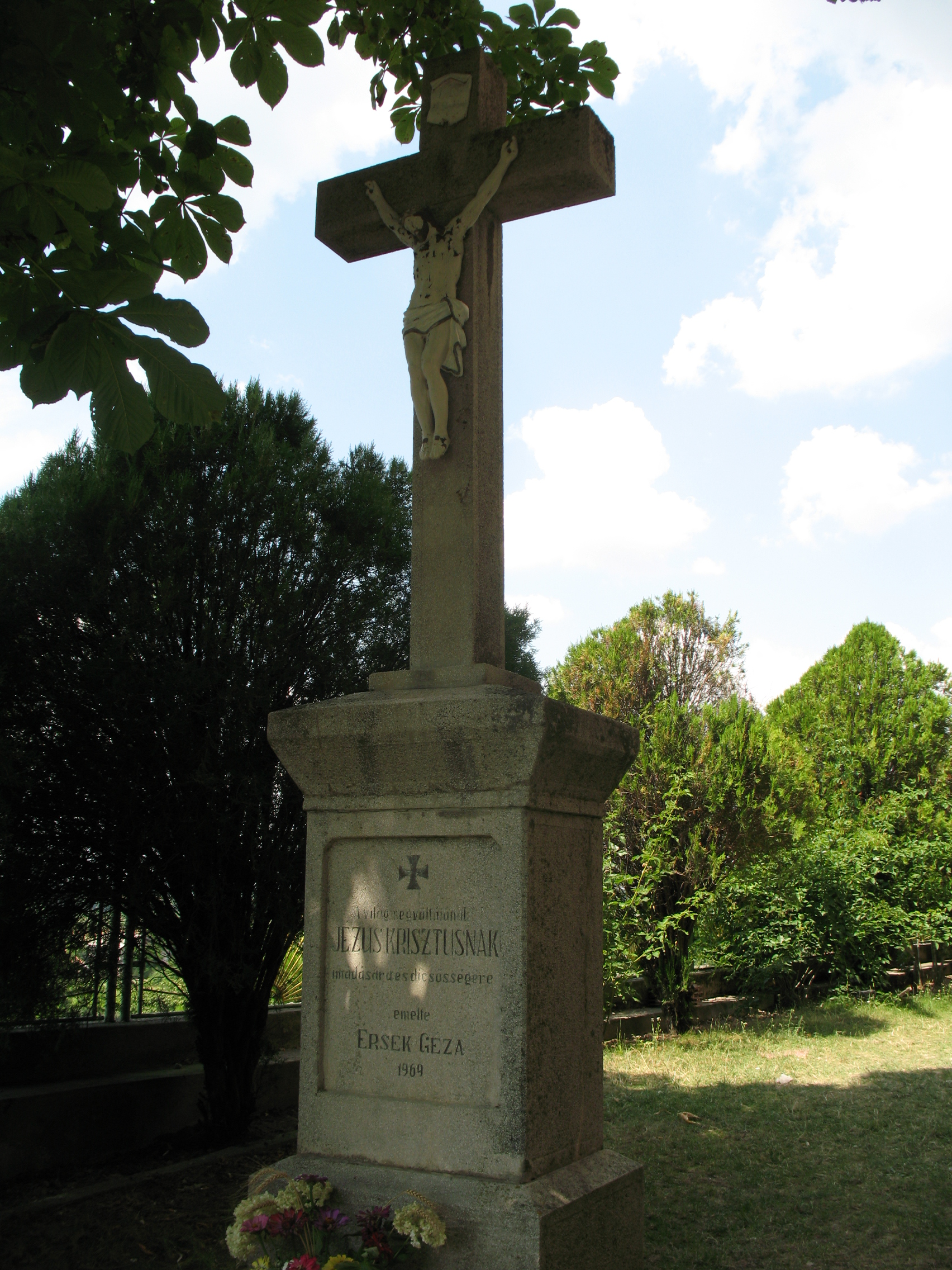
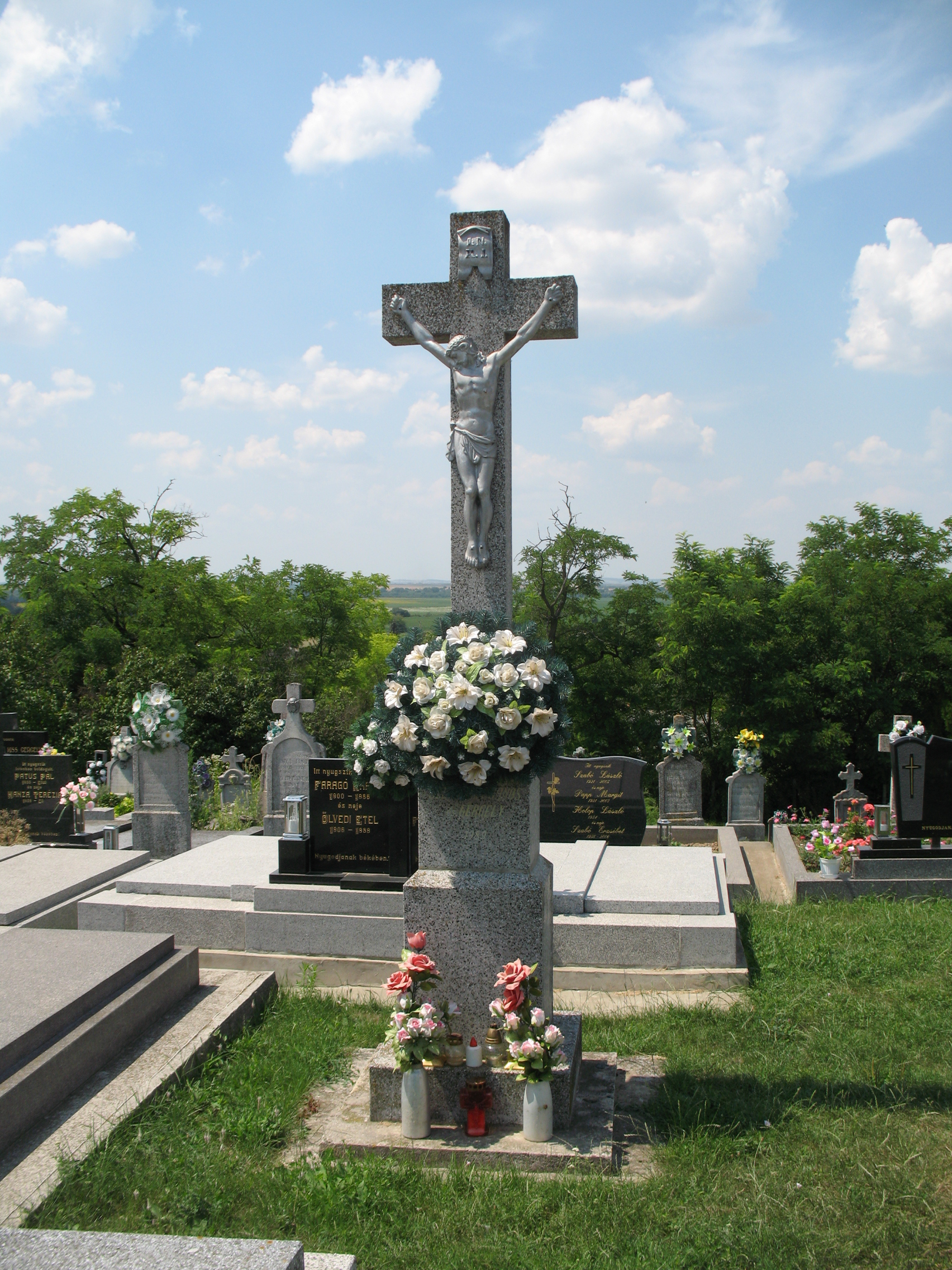
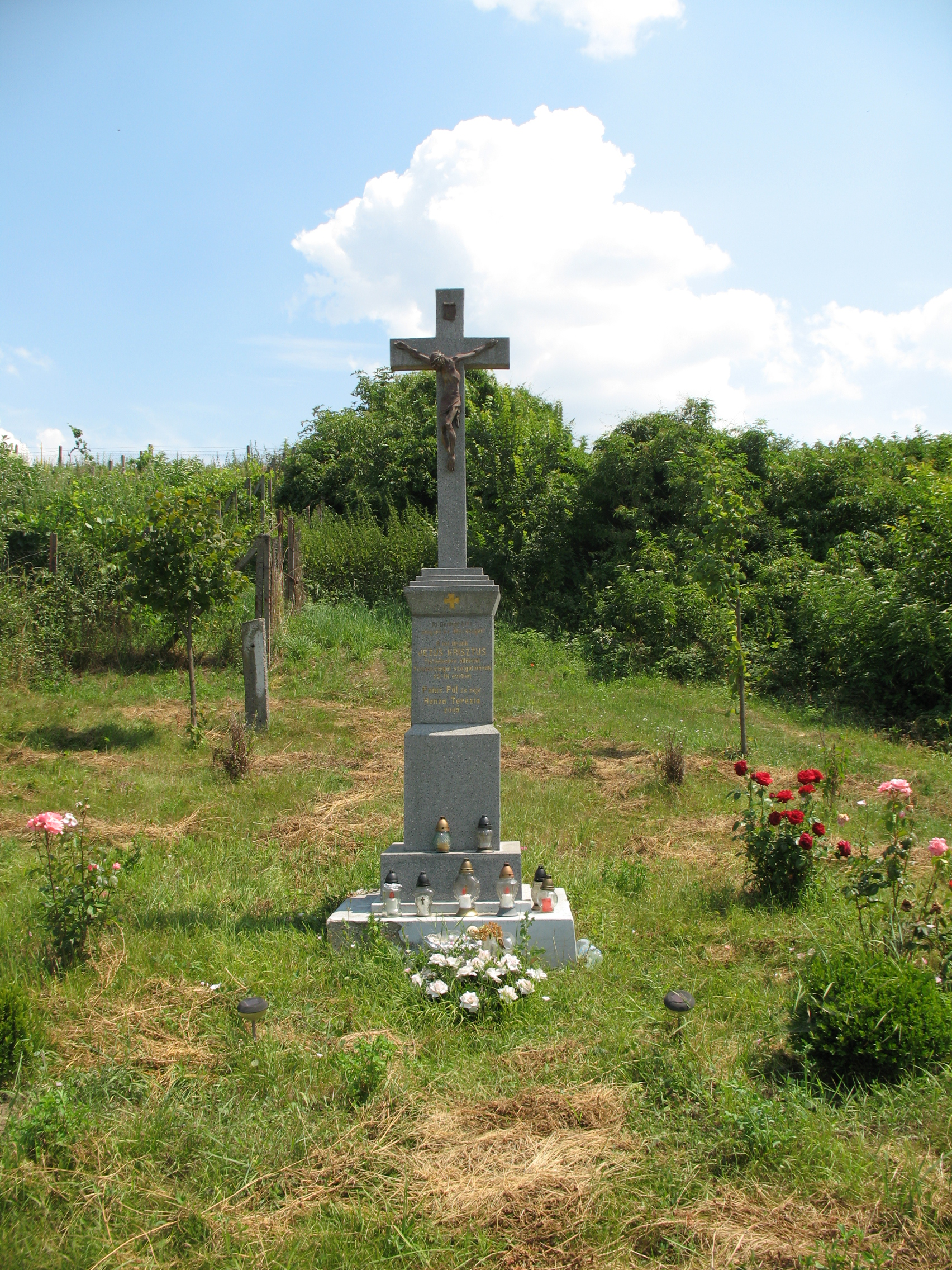
Útmenti feszület
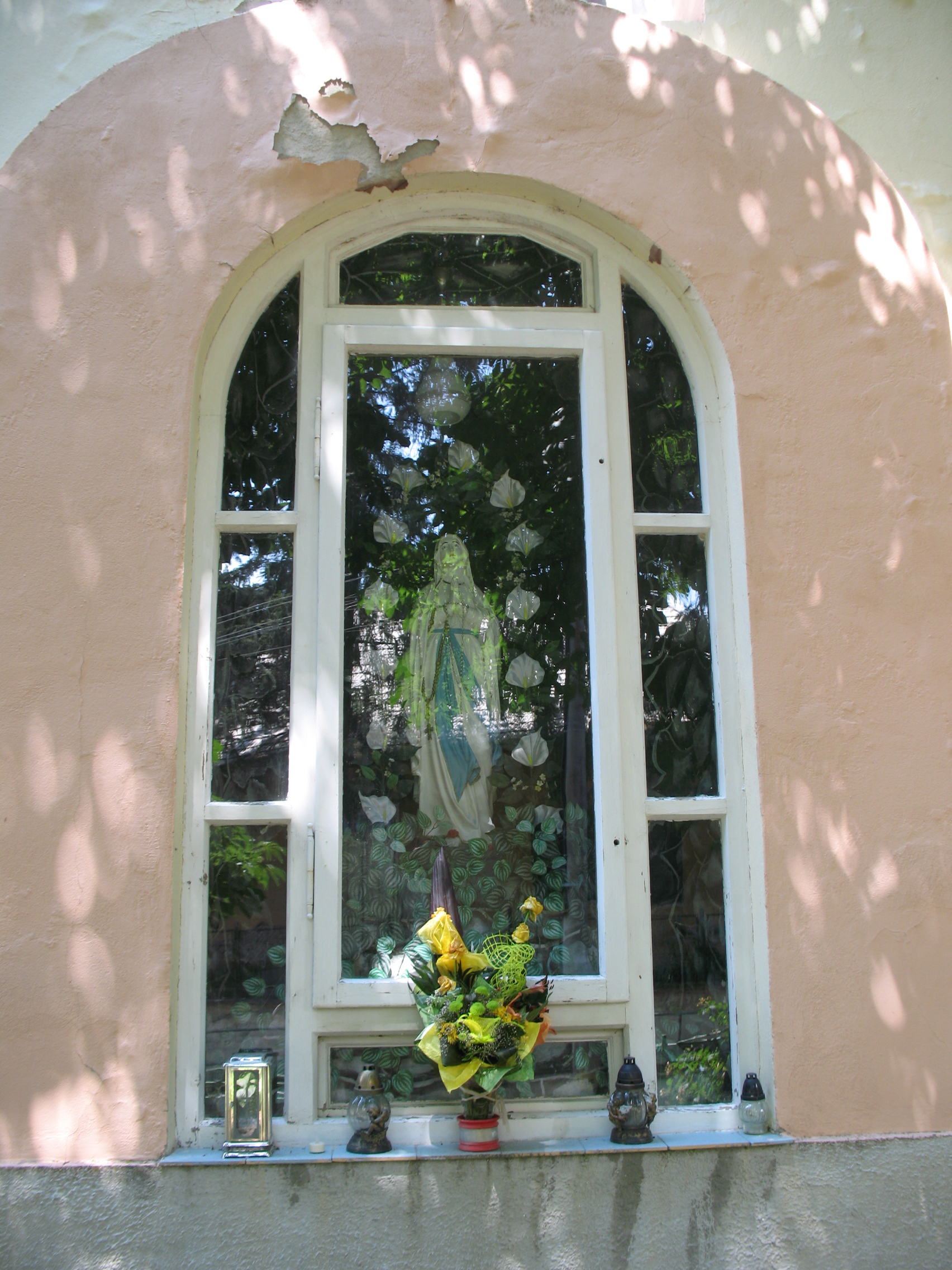
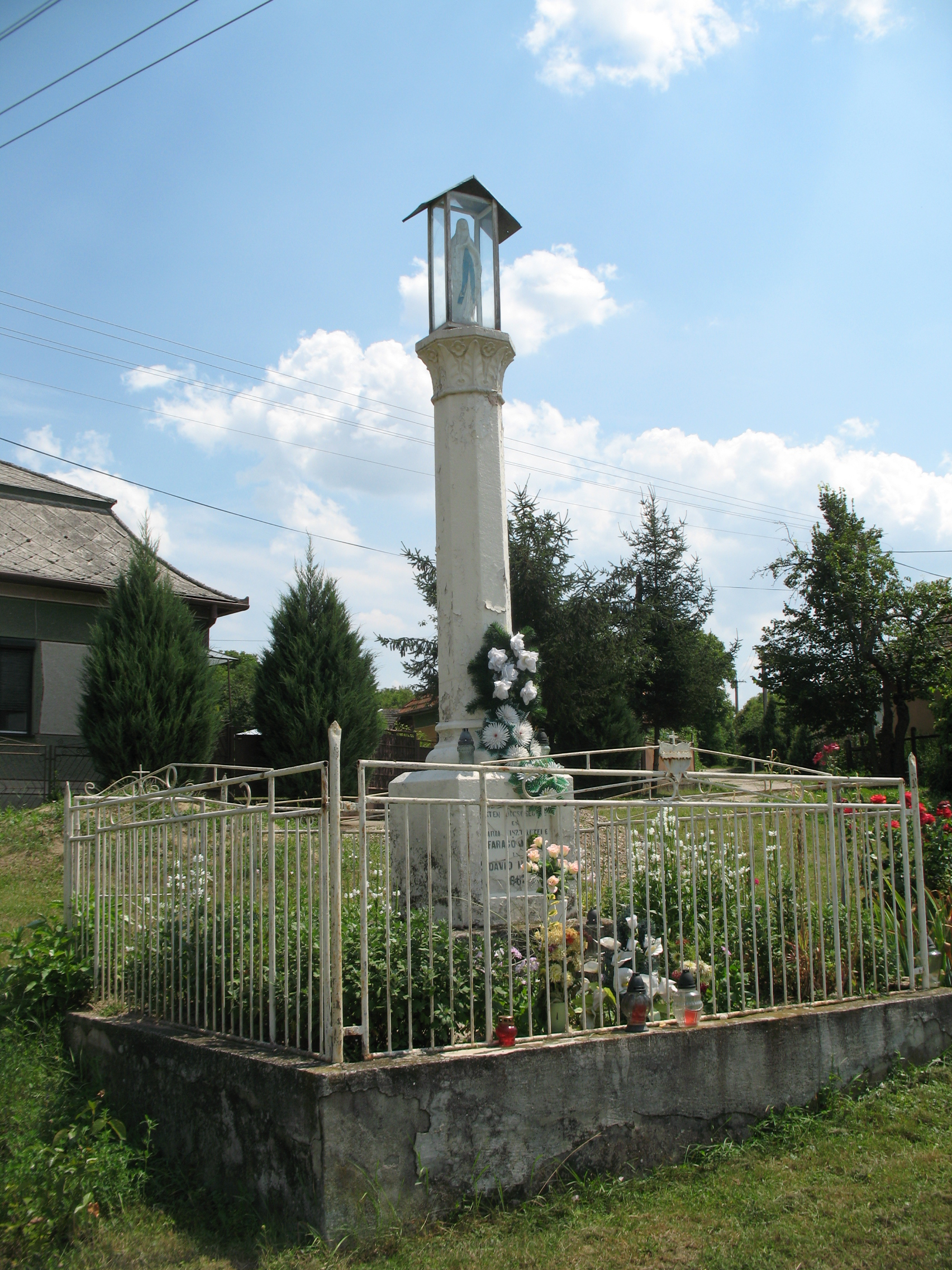
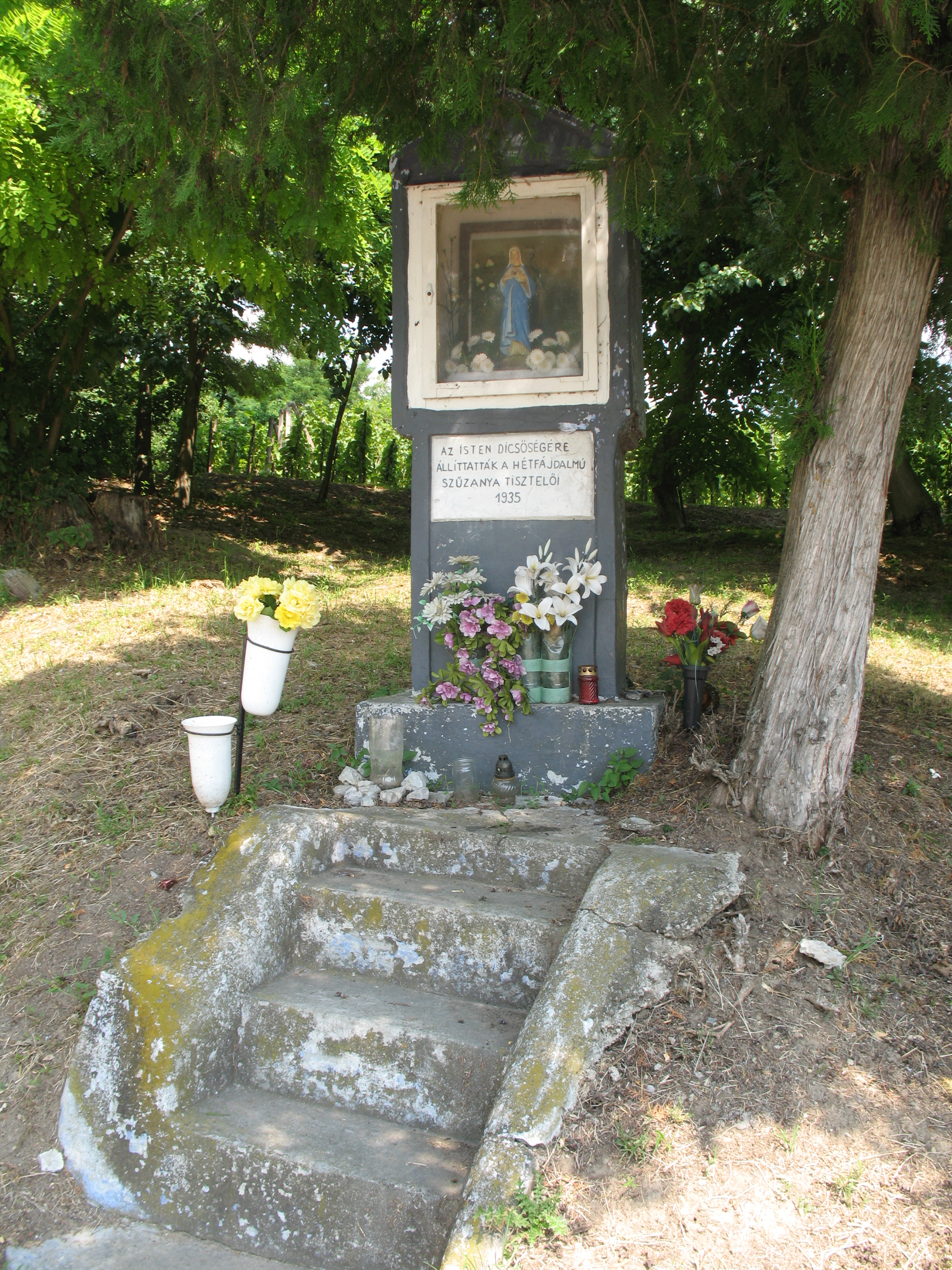

- Szent Miklós tiszteletére szentelt, római katolikus temploma 1717-ben épült, 1888-ban restaurálták.
- A faluban több régi, népi építésű lakóház, borospince és vízimalom is látható.

## Képtár

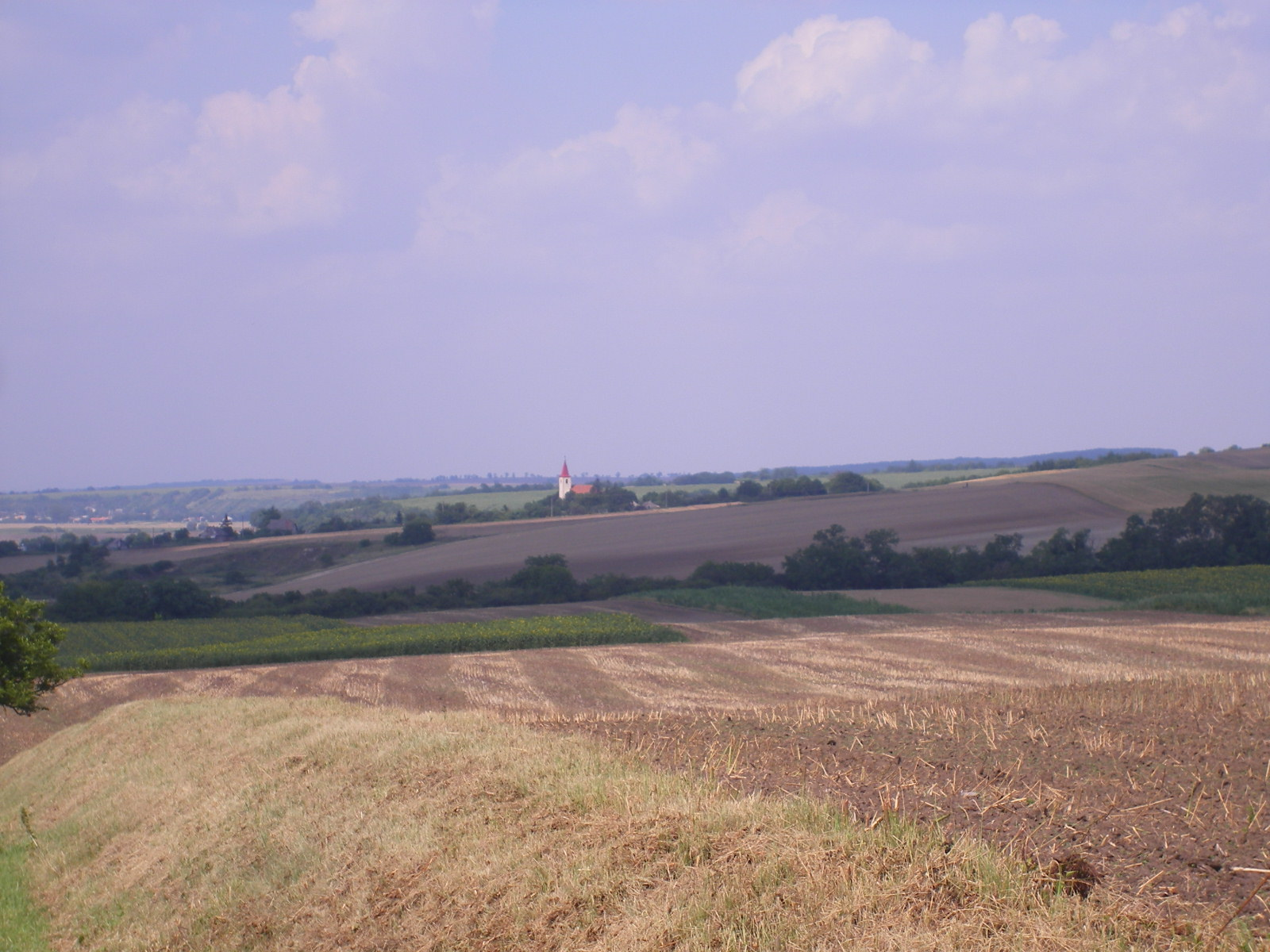
Garampáld látképe a kéméndi szőlőhegyről
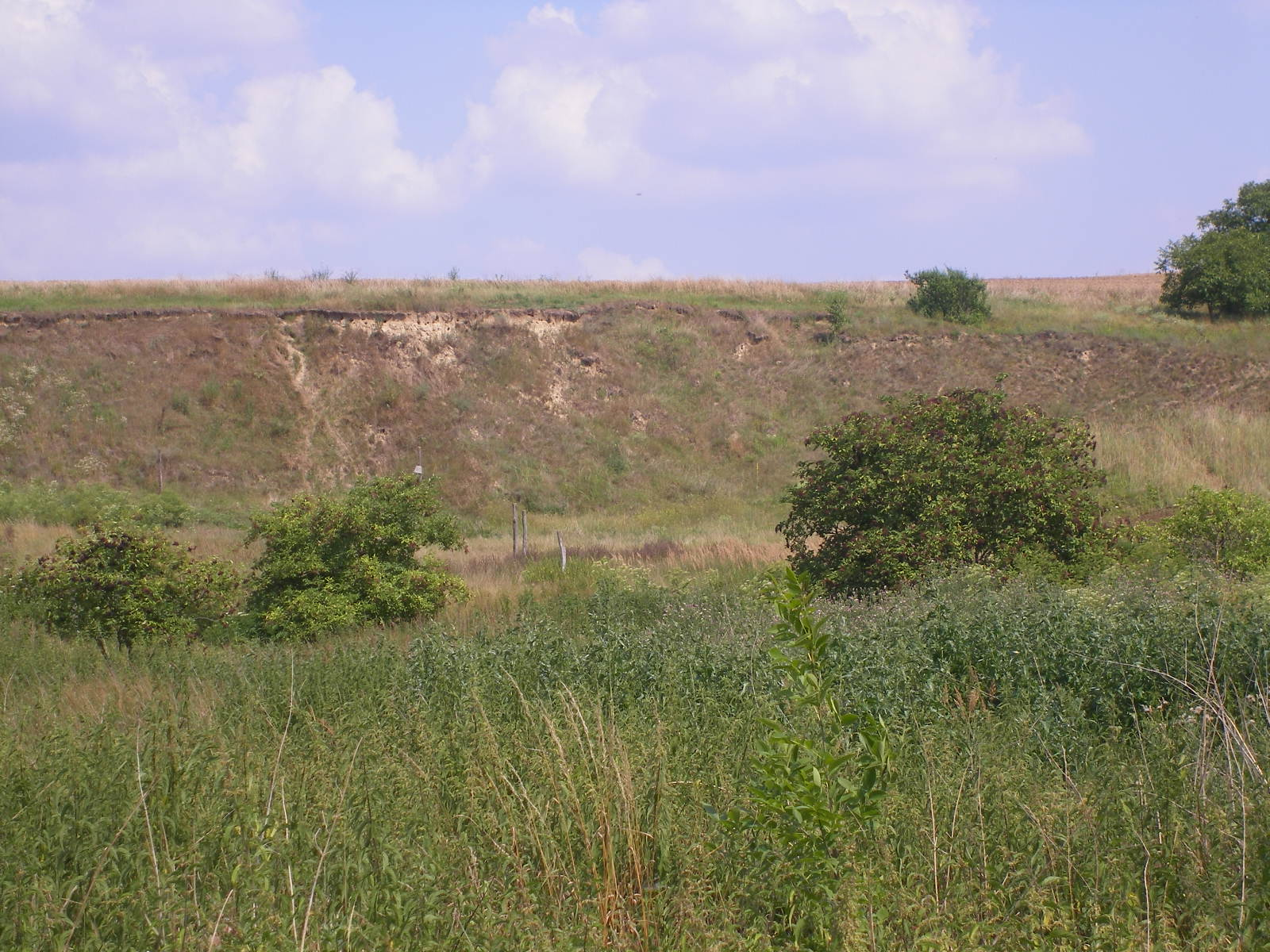
Löszfal a község déli részén
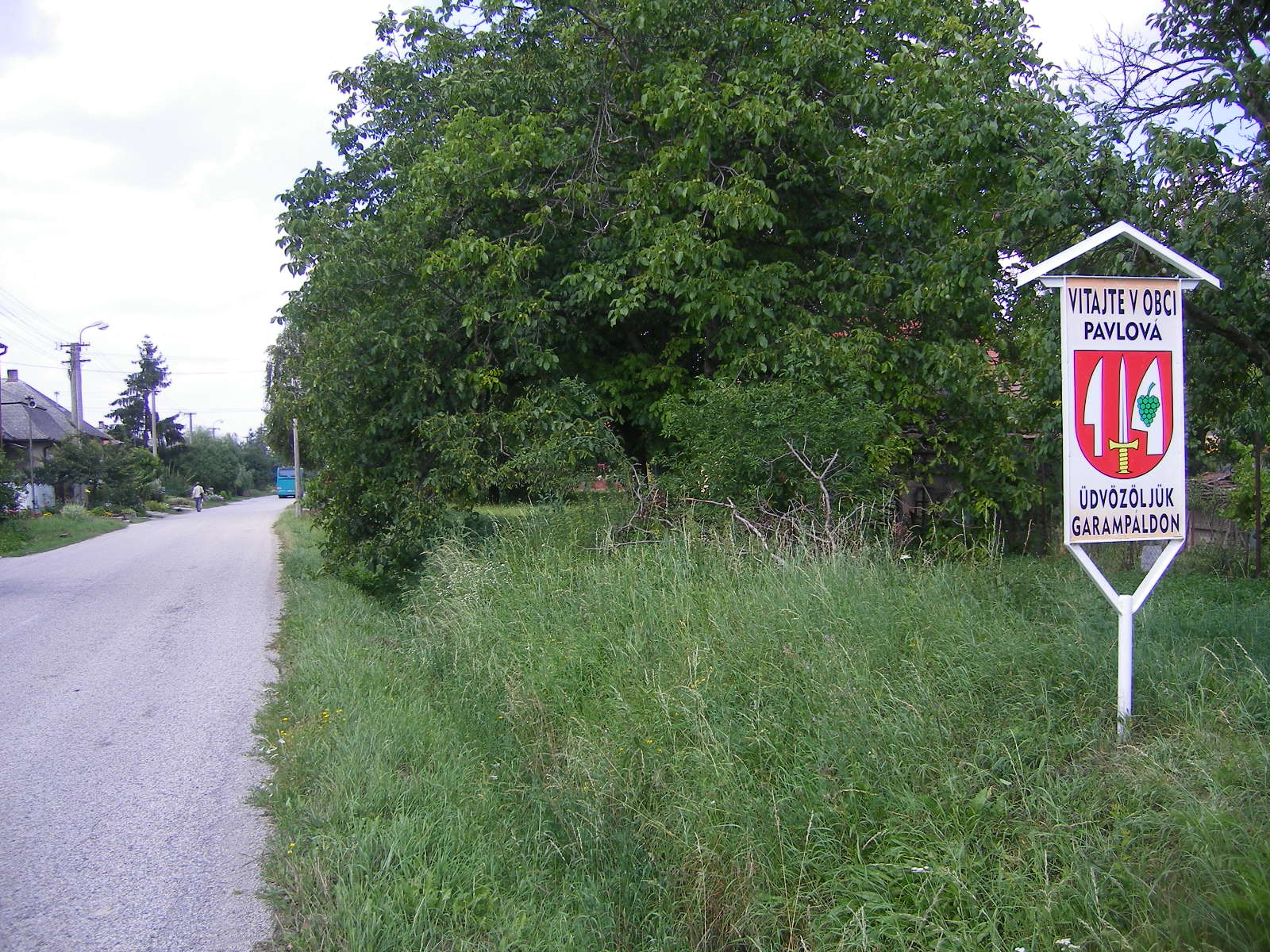
Címeres üdvözlőtábla
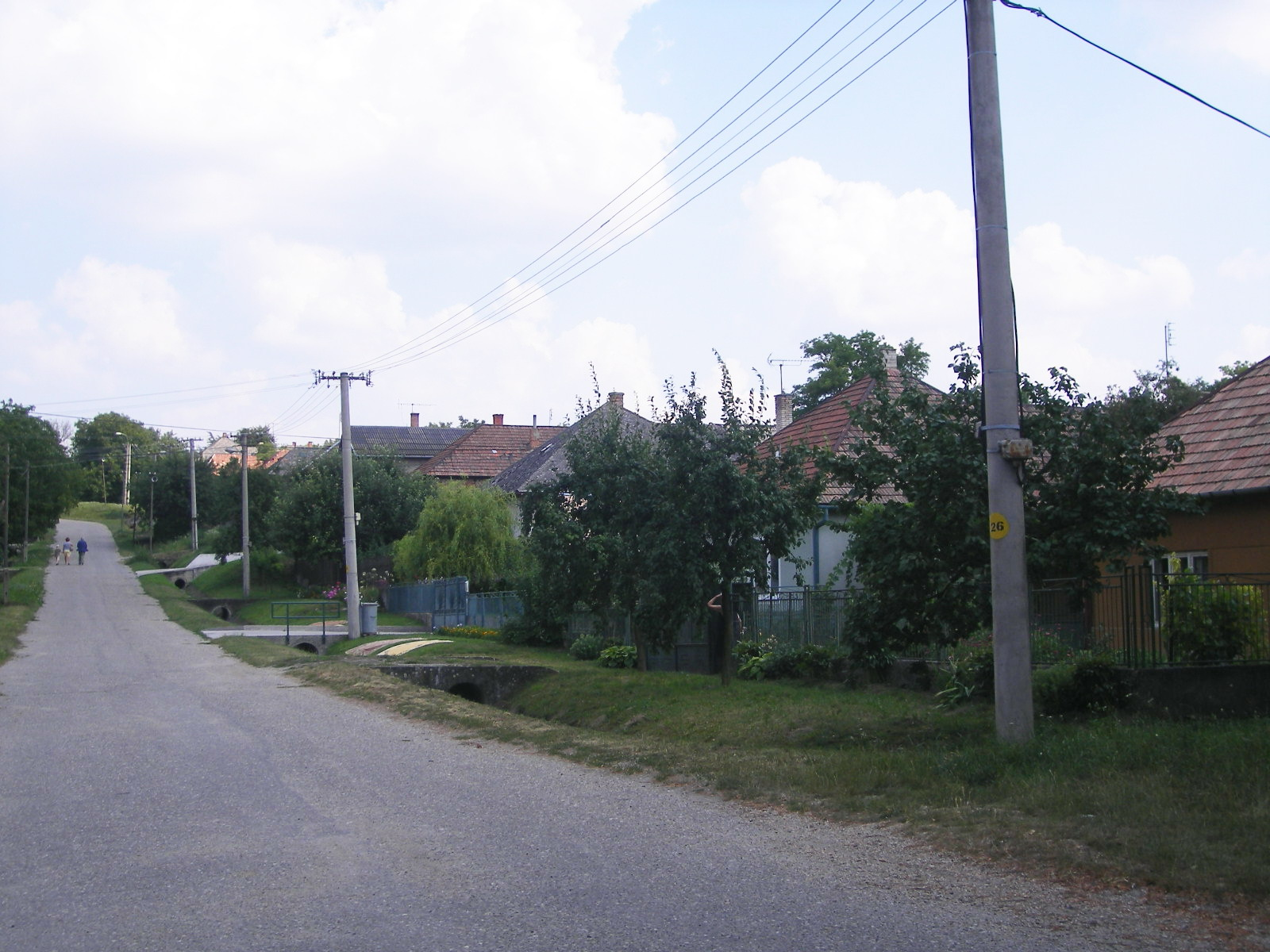
Garampáldi utcakép
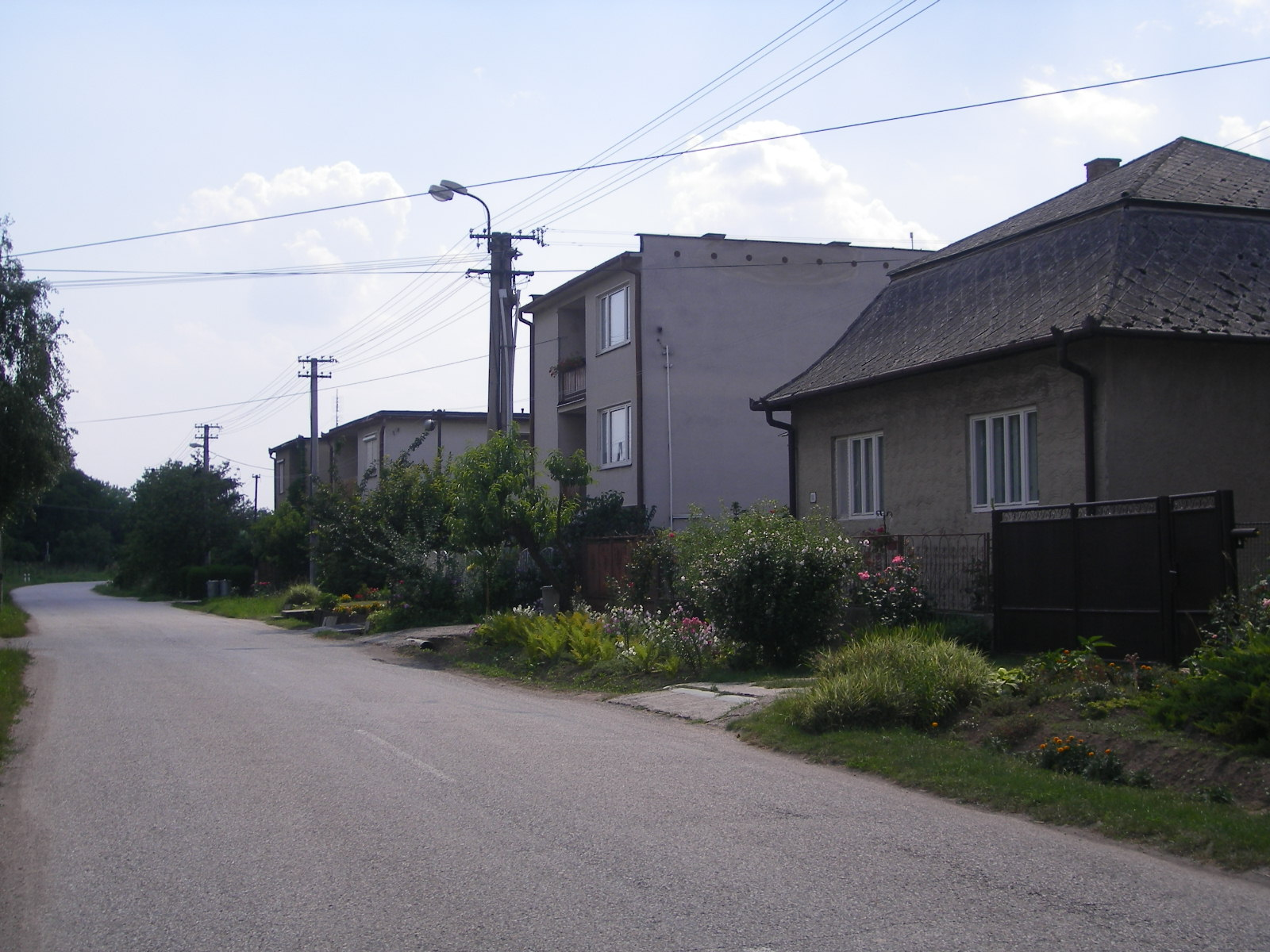
Garampáldi utcakép
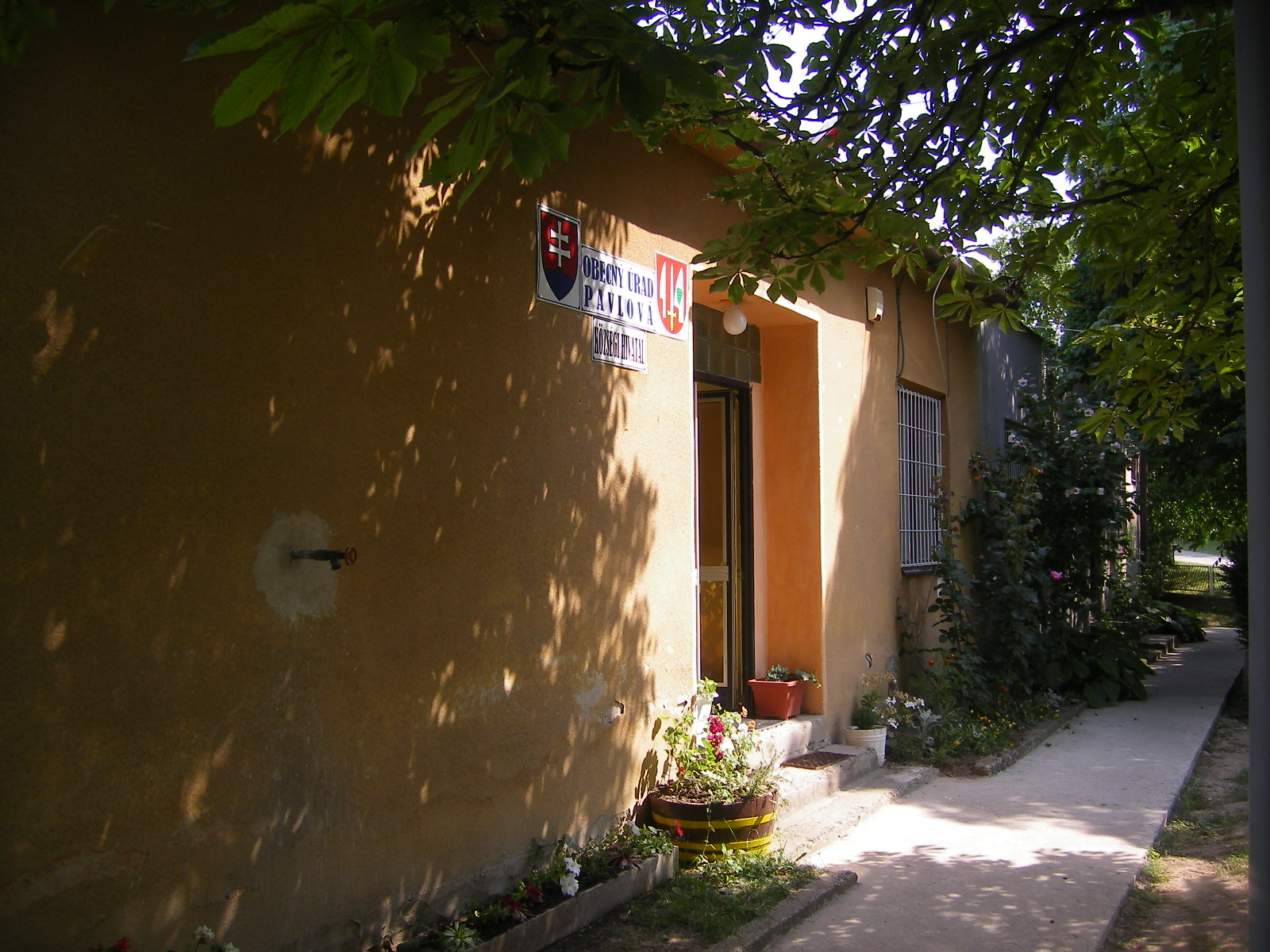
Községi hivatal
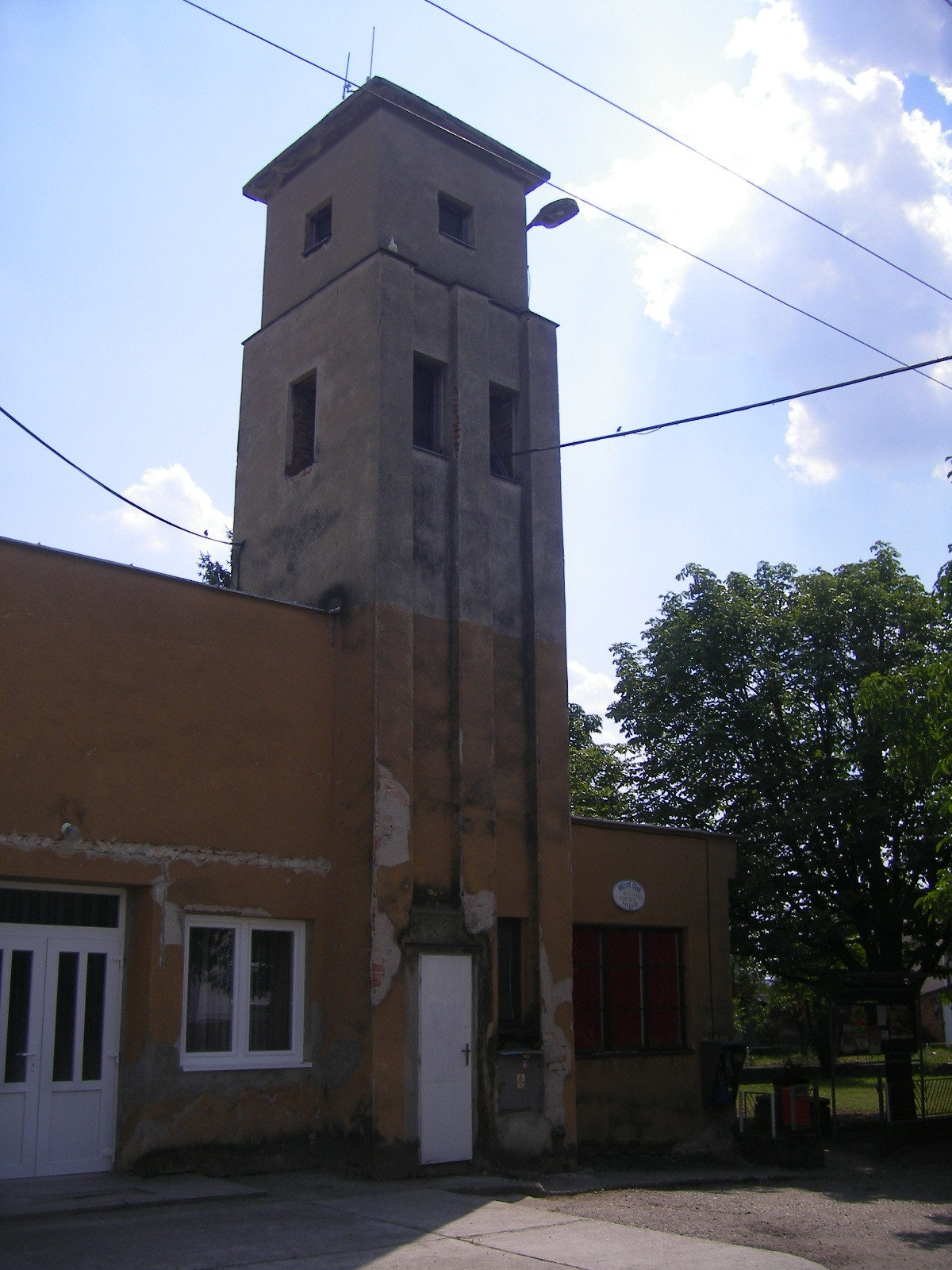
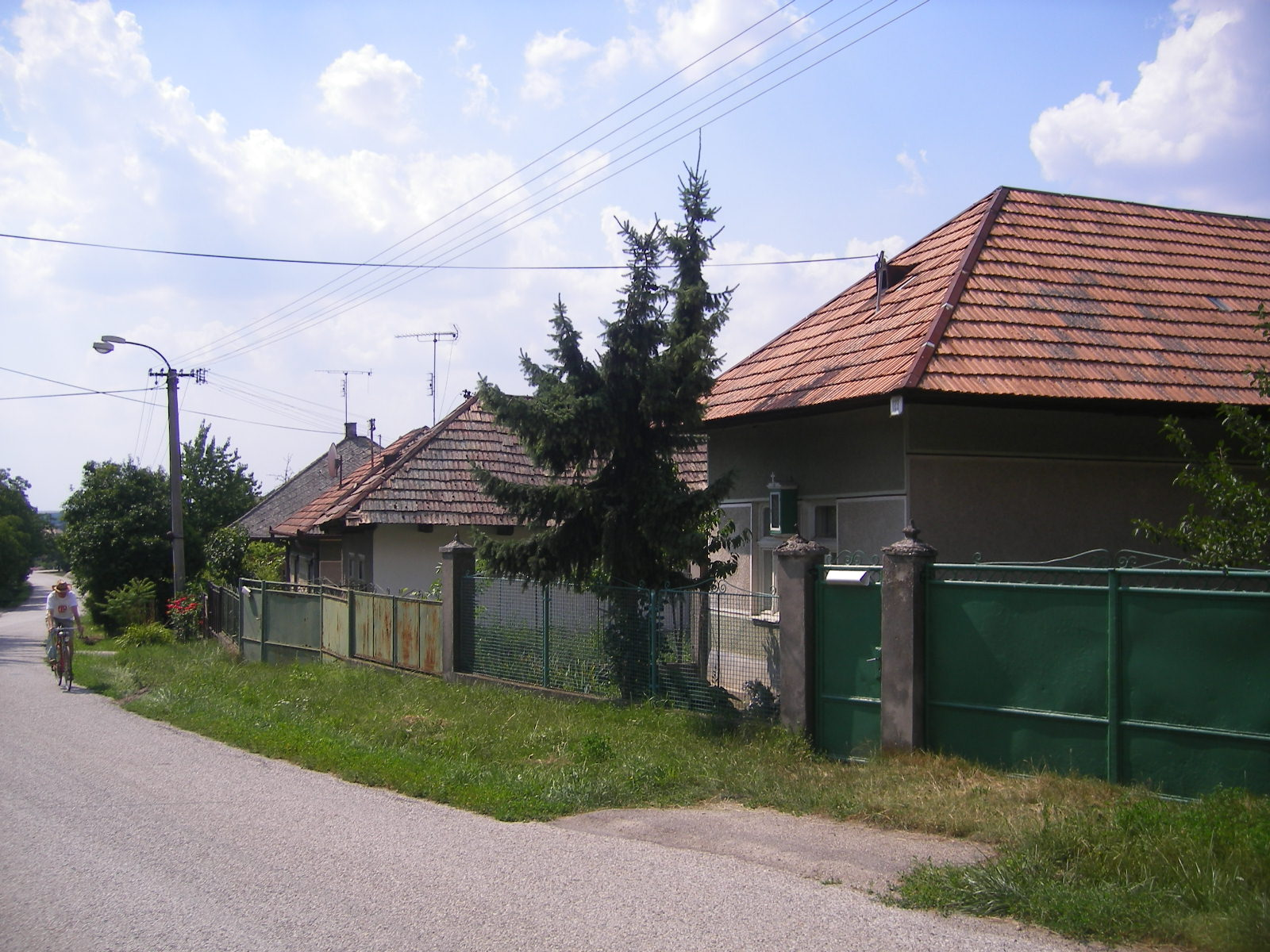
Utcakép
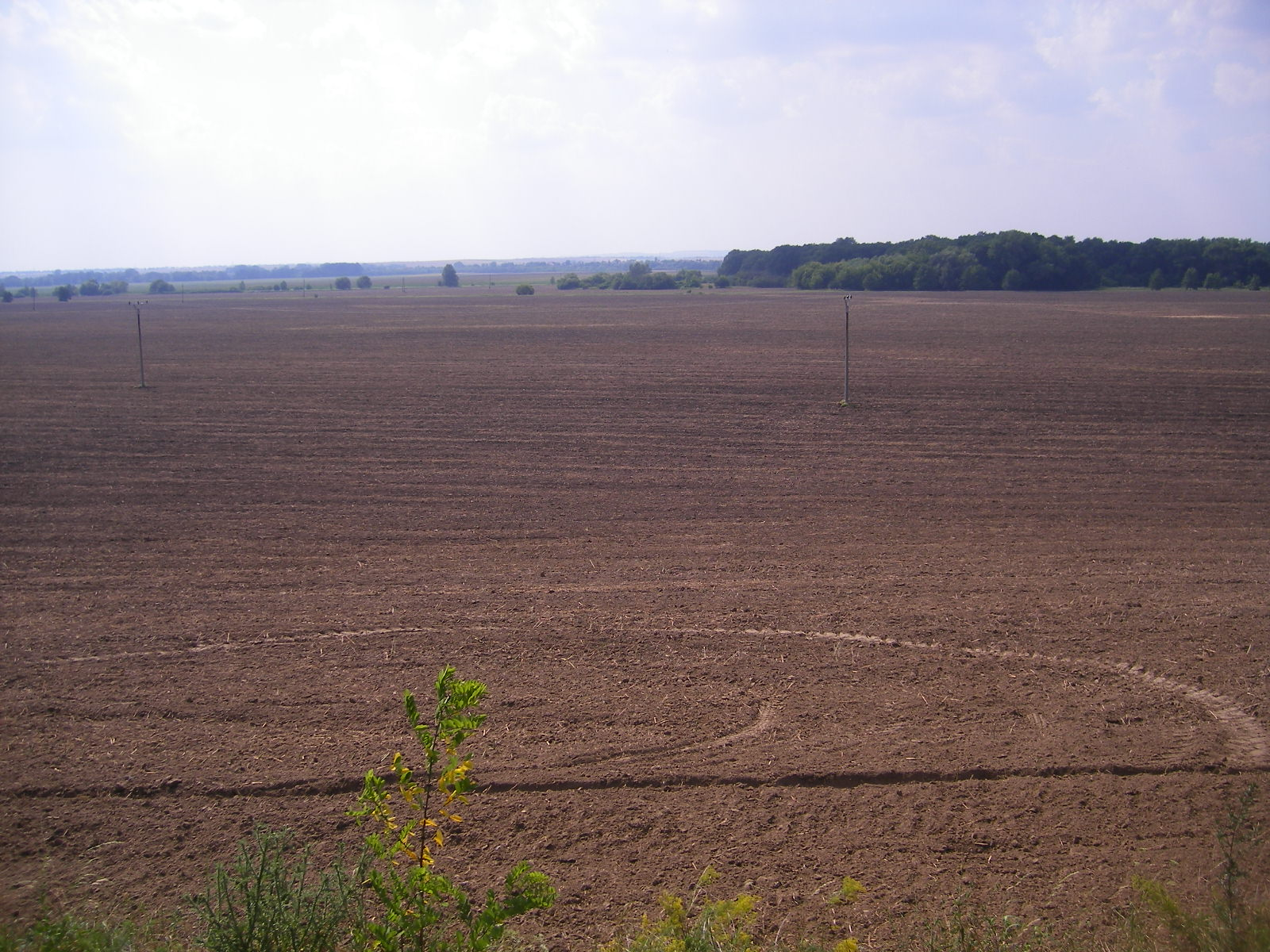
Tájkép a község északi részén

## Külső hivatkozások
- Községinfó
- Alapinformációk
- E-obce.sk